# Łapczyn
Łapczyn – wieś w Polsce położona w województwie podlaskim, w powiecie białostockim, w gminie Czarna Białostocka. Od Czarnej Białostockiej dzieli Łapczyn około 12 kilometrów. We wsi znajduje się około 27 domów.
W latach 1975–1998 miejscowość administracyjnie należała do województwa białostockiego.
Wierni kościoła rzymskokatolickiego należą do parafii Matki Bożej Anielskiej w Czarnej Wsi.